# Osimo Stazione
Osimo Stazione (La Stazzió in dialetto locale) è una frazione del comune di Osimo in provincia di Ancona nelle Marche.

## Geografia fisica
Osimo Stazione dista 4,93 km dal centro del capoluogo comunale. L'abitato, costruito attorno alla stazione ferroviaria locale, con i suoi 3 496 abitanti costituisce la frazione più popolosa del territorio osimano. Negli ultimi anni, anche Osimo Stazione è stata soggetta alla politica di intensa espansione edilizia che ha riguardato il comune di Osimo, talché la frazione si è praticamente unita con quella contigua dell'Abbadia.